# 30. siječnja u Drugom svjetskom ratu
Drugi svjetski rat po nadnevcima: 30. siječnja u Drugom svjetskom ratu.

### 1945.
- Njemački brod "Wilhelm Gustloff" potonuo u Baltičkom moru - najveća pomorska nesreća u povijesti.